# Andrea Ugolini
Andrea Ugolini (23 luglio 1974) è un ex calciatore sammarinese, di ruolo attaccante.